# Лесной (Мартыновский район)
Лесной — хутор в Мартыновском районе Ростовской области.
Входит в состав Малоорловского сельского поселения.

## География
Расположен в 18 км к северо-западу от Большой Мартыновки и в 130 км к востоку от Ростова-на-Дону.

## Население
| 2010 |
| ---- |
| 1018 |